# サンタ・マリーナ・サリーナ
サンタ・マリーナ・サリーナ（イタリア語: Santa Marina Salina）は、イタリア共和国シチリア州メッシーナ県にある、人口約900人の基礎自治体（コムーネ）。
エオリア諸島のサリーナ島に所在するコムーネのひとつで、島の主要な港を擁する。

## 地理

### 位置・広がり
エオリア諸島のサリーナ島に所在する3つのコムーネのひとつで、島の東岸に位置する。リーパリ島のリーパリから北北西へ13km、カーポ・ドルランドから北北東へ46km、ミラッツォから北西へ50km、県都メッシーナから北西へ72kmの距離にある。

#### 隣接コムーネ
隣接するコムーネは以下の通り。
- レーニ
- マルファ